# École française d’Extrême-Orient

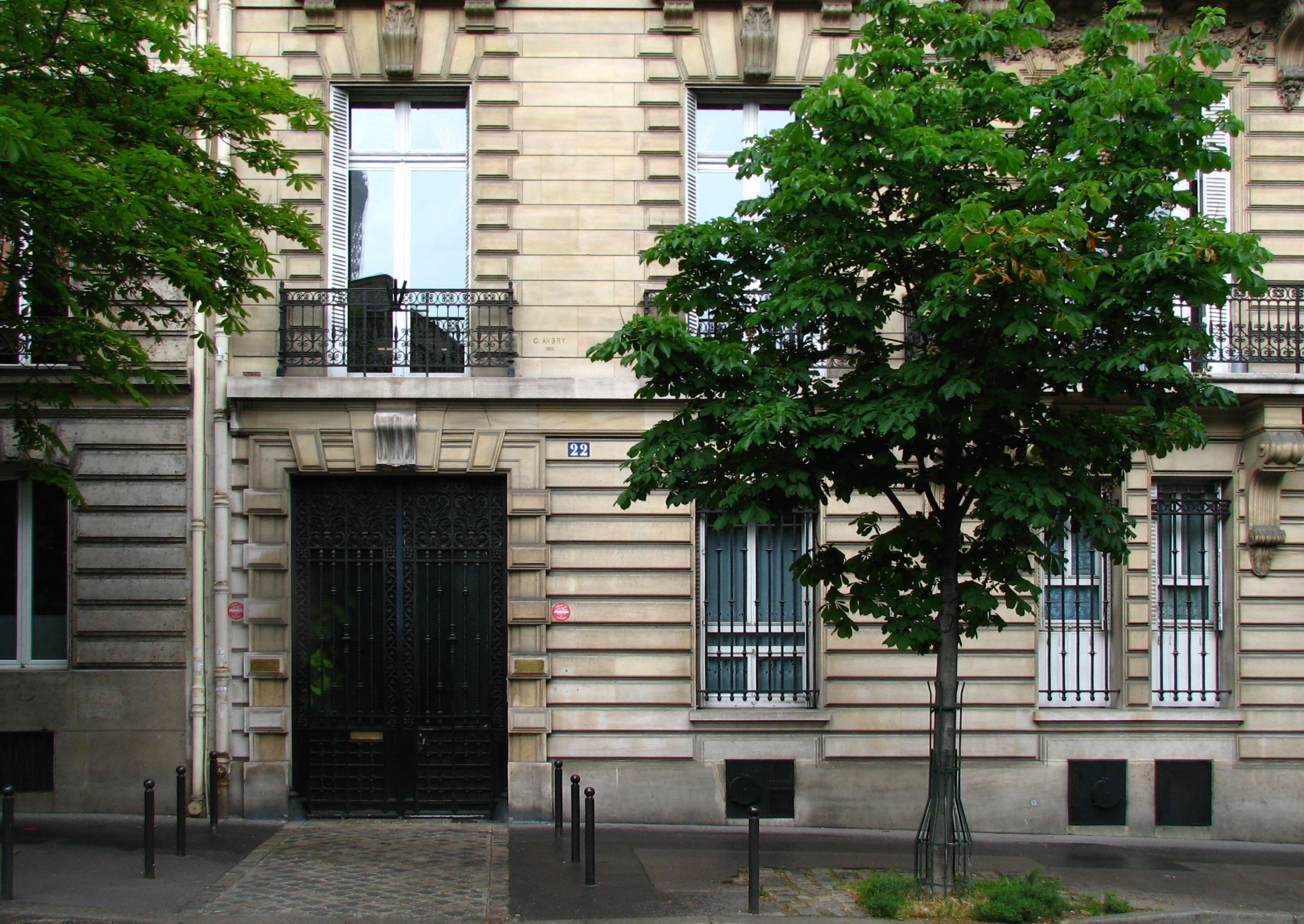
Az École française d'Extrême-Orient párizsi irodája

Az École française d'Extrême-Orient (EFEO) az ázsiai kultúrák, társadalmak kutatására létrejött francia tudományos kutatóintézet.

## Története
Az École française d'Extrême-Orientet 1900-ban alapították az akkori Francia Indokínához tartozó Hanoiban. Az intézet feladata az ázsiai kultúrák, társadalmak tudományos igényű vizsgálatának koordinálása. Egy afféle francia iskola volt Délkelet-Ázsiában. Vietnám függetlensége után az intézet központja áttelepült Párizsba, de a mai napig működtet székhelyeket a kelet- és délkelet-ázsiai országokban. Az intézmény keretei között jelenleg leginkább régészeti és filológia kutatások zajlanak, de a modern társadalomtudományi vizsgálatoknak is teret engednek. 1909 óta az EFEO feladata az angkori régészeti feltárások biztosítása és felügyelete.

## Igazgatói
- 1900: Louis Finot
- 1905: Alfred Foucher
- 1908: Claude-Eugène Maitre
- 1920: Louis Finot
- 1926: Léonard Aurousseau
- 1929: George Cœdès
- 1947: Paul Lévy
- 1950: Louis Malleret
- 1956: Jean Filliozat
- 1977: François Gros
- 1989: Léon Vandermeersch
- 1993: Denys Lombard
- 1998: Jean-Pierre Drège
- 2004: Franciscus Verellen